# الأسياد (رواية)
الأسياد (بالإنجليزية: The Masters) هي رواية من سلسلة روايات «غرباء وأخوة» للكاتب الإنجليزي سي بي سنو، نشرت عام 1951، عن دار نشر ماكميلان.